# Orconectes medius
Orconectes medius är en kräftdjursart som först beskrevs av Faxon 1884.  Orconectes medius ingår i släktet Orconectes och familjen Cambaridae. IUCN kategoriserar arten globalt som livskraftig. Inga underarter finns listade i Catalogue of Life.